# Pierre Lemarchand
Pour les articles homonymes, voir Lemarchand.
Pierre Lemarchand, né le 25 septembre 1926 à Tourlaville (Manche), mort le 30 décembre 2008, fut député de l'Yonne (1re circonscription) sous l'étiquette Union pour la nouvelle République-UDT de novembre 1962 à avril 1967. Il est notamment connu pour son engagement contre l'OAS.

## Biographie
Avocat à la cour de Paris, ancien résistant dans le mouvement Défense de la France, et ancien responsable du RPF pour la Seine, il fut l’instigateur aux côtés de Lucien Bitterlin et d'André Goulay, d'une organisation, qui sous couvert du Mouvement pour la coopération (MPC), était chargée dans le climat de violence de la guerre d’Algérie de contrer l'OAS après le putsch d'avril 1961 à Alger.
Surnommé la Barbouze du Général, il fut chargé[Par qui ?] de préparer environ trois cents hommes fidèles au général de Gaulle, de nouer des liens étroits avec les services dépendant du gouvernement français en Algérie, et avec la mission C regroupant les policiers fidèles au régime, de s'engager activement dans la lutte anti-OAS. Cette structure parallèle, composée de volontaires appelés barbouzes par ses adversaires, était crainte et considérée comme terroriste par les autorités en Algérie et en métropole, y compris par des gaullistes authentiques.
À la suite de l'affaire Ben Barka, il fut radié à vie du barreau par le Conseil de l’ordre, mais cette décision fut ensuite ramenée à une interdiction d'exercice de la profession d'avocat pour une durée de trois ans,.
Il repose au cimetière de Montigny-sur-Loing, en Seine-et-Marne.

## Citations
Le nom de Pierre Lemarchand a été cité à plusieurs reprises lors des affaires Ben Barka, Marković (au cours de laquelle des gaullistes tentèrent de compromettre Georges Pompidou qui désirait succéder au général de Gaulle) et dans l’assassinat du juge François Renaud. En tant qu'ancien responsable des trois cents hommes du MPC, il fut entendu comme témoin[réf. nécessaire]. Son nom fut aussi cité dans le livre de William Reymond JFK, autopsie d'un crime d'État.